# Salomó d'Israel
El rei Salomó (hebreu: שלמה בן-דוד, Shelomoh ben David‎; àrab: سليمان, Sulaymān) va ser una de les principals figures de l'època dels reis a l'Antic Testament. Els tres reis més importants foren en aquest ordre: Saül, David i Salomó. A la Bíblia se'l representa com a profeta i rei d'Israel, reconegut per la seva riquesa i saviesa.
Va succeir el seu pare, el rei David, el fundador de la nissaga de reis de Judà. La seva mare era Betsabé. Convencionalment s'accepta que el seu regnat s'estendria des del 970 fins al 931 aC. El seu naixement s’esmenta al Segon Llibre de Samuel i el seu regnat es descriu al Primer Llibre dels Reis. Salomó va construir la primera casa de Déu, el temple de Jerusalem (o de Salomó), sobre les bases establertes pel rei David. Començada el quart any del regnat de Salomó, la construcció del temple va durar set anys.

## Naixement de Salomó
Un dia, el Rei David d'Israel va casar-se amb Betsabé, amb qui ja havia jagut i deixat prenyada, després de matar el seu marit, un dels seus valents. El profeta Natan el va reprendre explicant-li la paràbola de l'home ric i l'home pobre, i després li va predir que el fruit del seu adulteri moriria al poc de néixer.
De seguida, però, ell va continuar a jeure amb ella, fins que quedà novament embarassada. Seria un altre nen, al qui posarien el nom de Salomó i al qual el profeta Natan sí que donà el vistiplau i anomenà Jedidià. David va tenir encara més fills, naturals i de matrimonis o concubines, amb altres dones.

## Rei d'Israel
Quan s'acostava la mort del Rei David, es van formar dos grups de poder al seu voltant per mirar de trobar un successor, cadascú segons els seus interessos:
- Adonies, en aquell moment el fill més gran del rei, tenia el suport de Joab, general en cap de l'exèrcit de David, del sacerdot Abiatar, de tots els seus germans excepte Salomó i tots els homes de la tribu de Judà que servien el rei.
- Salomó, fill de l'esposa preferida del rei, tenia el suport del sacerdot Sadoc, de Benaiahu, del profeta Natan, Ximí, Reí i de part de l'exèrcit de David.

El rei David es decidí per Salomó i aquest fou ungit com a rei d'Israel. Era l'any 476 de la sortida del poble d'Israel d'Egipte. Poc després de la mort del seu pare, Adonies va demanar la mà d'una concubina de David, Abisag. Salomó va témer que fos una conjura contra ell i el va fer assassinar.

## Regnat de Salomó

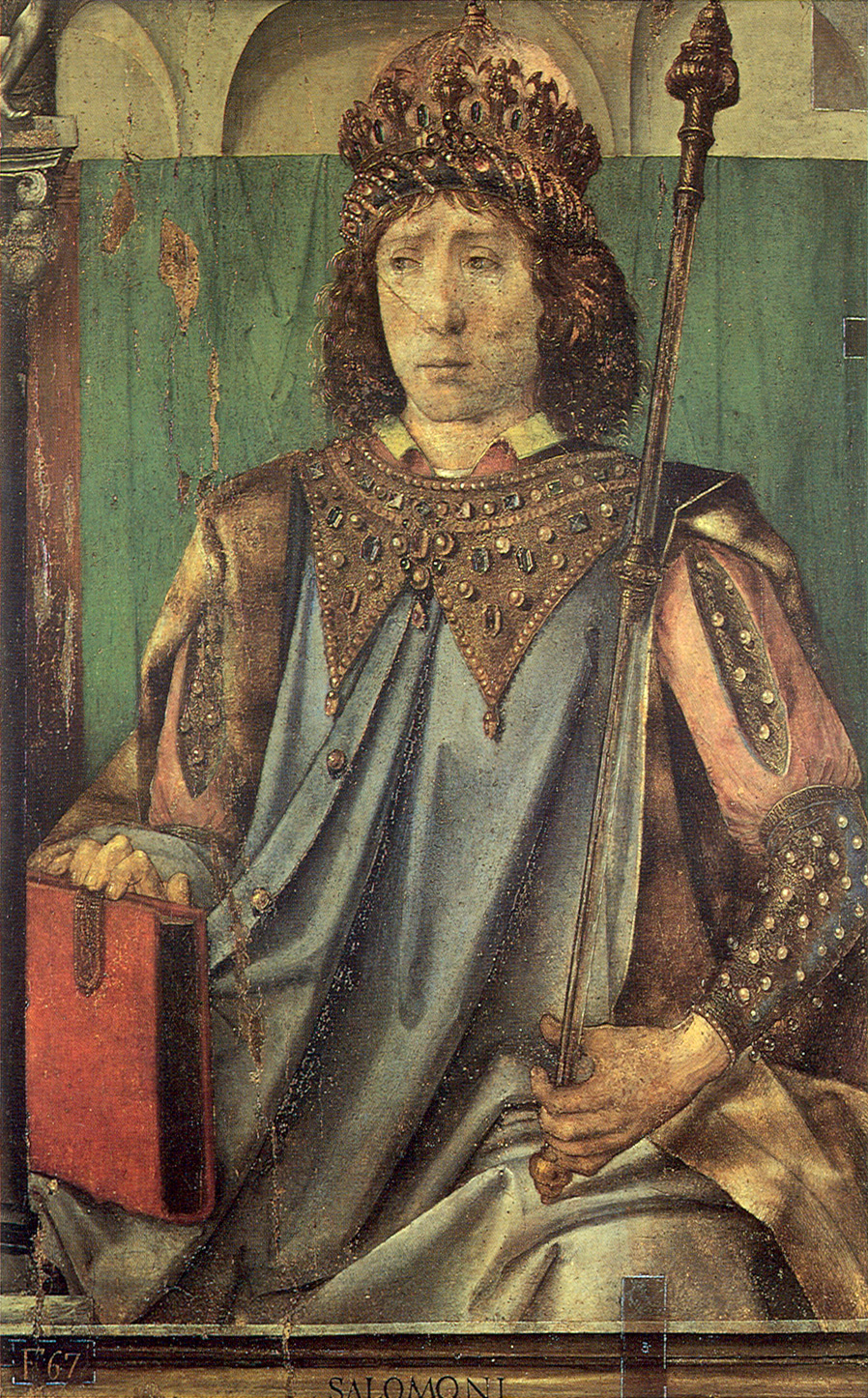
Pintura de Just de Gant per al palau d'Urbino, s. XV (Urbino, Galleria delle Marche)
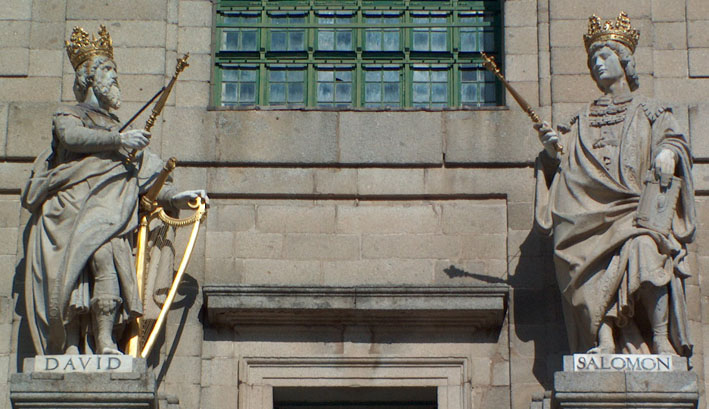
David i Salomó, escultura de Juan Bautista Monegro al Monestir de l'Escorial
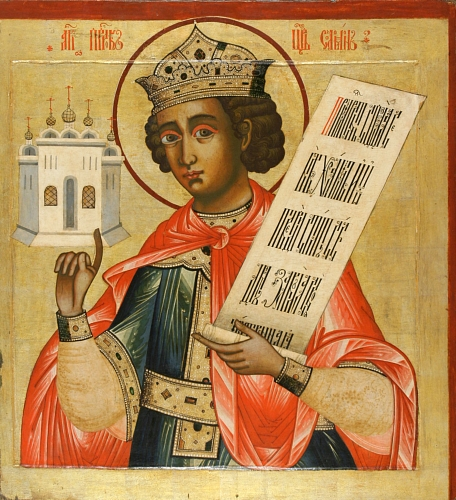
Icona russa, s. XVIII (Monestir de Kizhi)
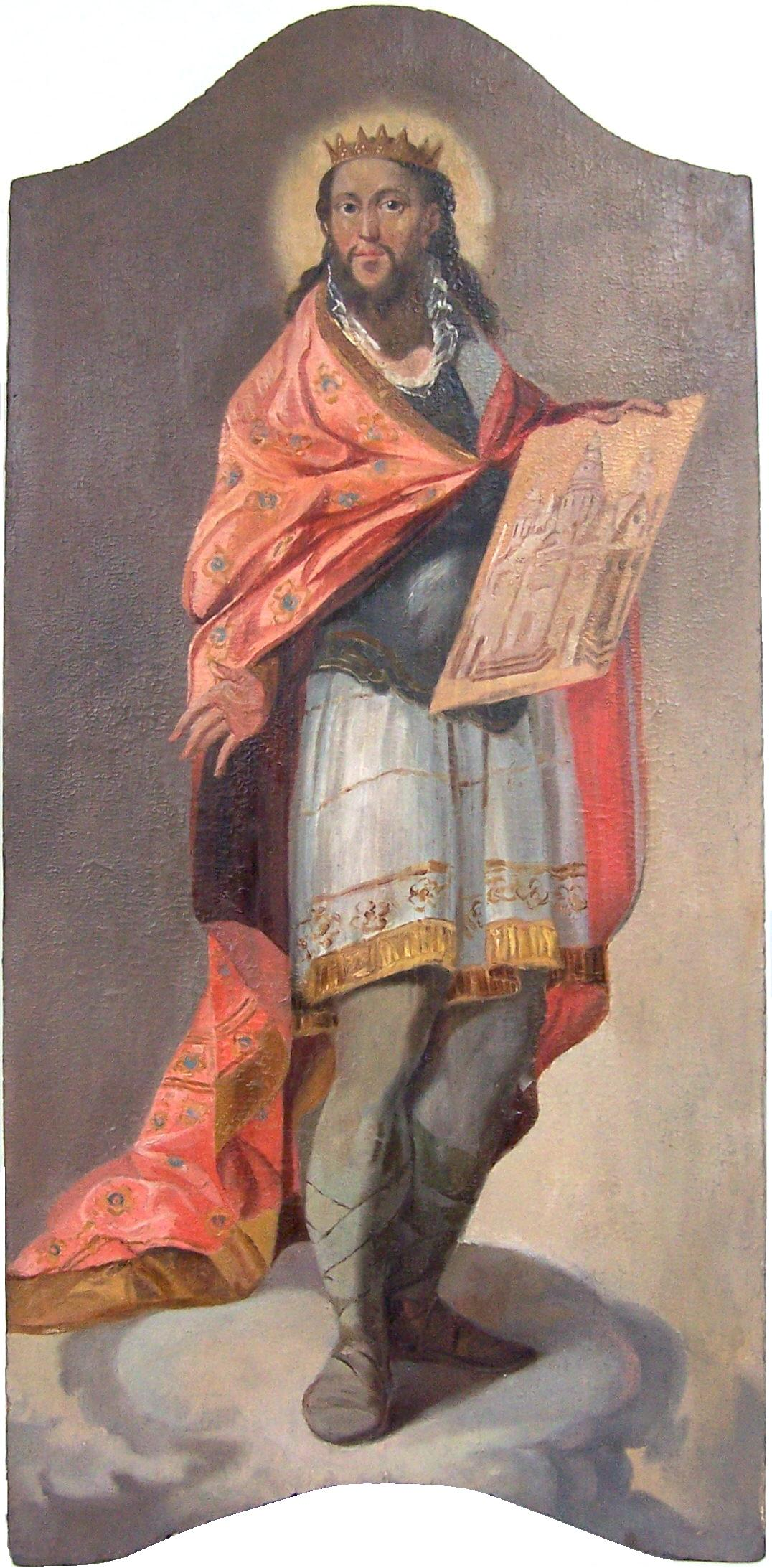
Icona grega, s. XVIII, amb el rei mostrant el Temple de Jerusalem (Catedral de Hajdúdorog, Hongria)

### Consolidació del regne
Aprofitant una època de pau al seu territori, es dedicà a la construcció de grans obres per tot el país: palaus, magatzems, quadres per als animals; desenvolupà el comerç internacional amb Àsia, Àfrica i Aràbia i posà en marxa la indústria del ferro i el coure que s'extreien de la mar Morta i de la península del Sinaí. Va pactar aliances amb el faraó d'Egipte (segons sembla Psusenes II) i amb el rei Hiram I de Tir.

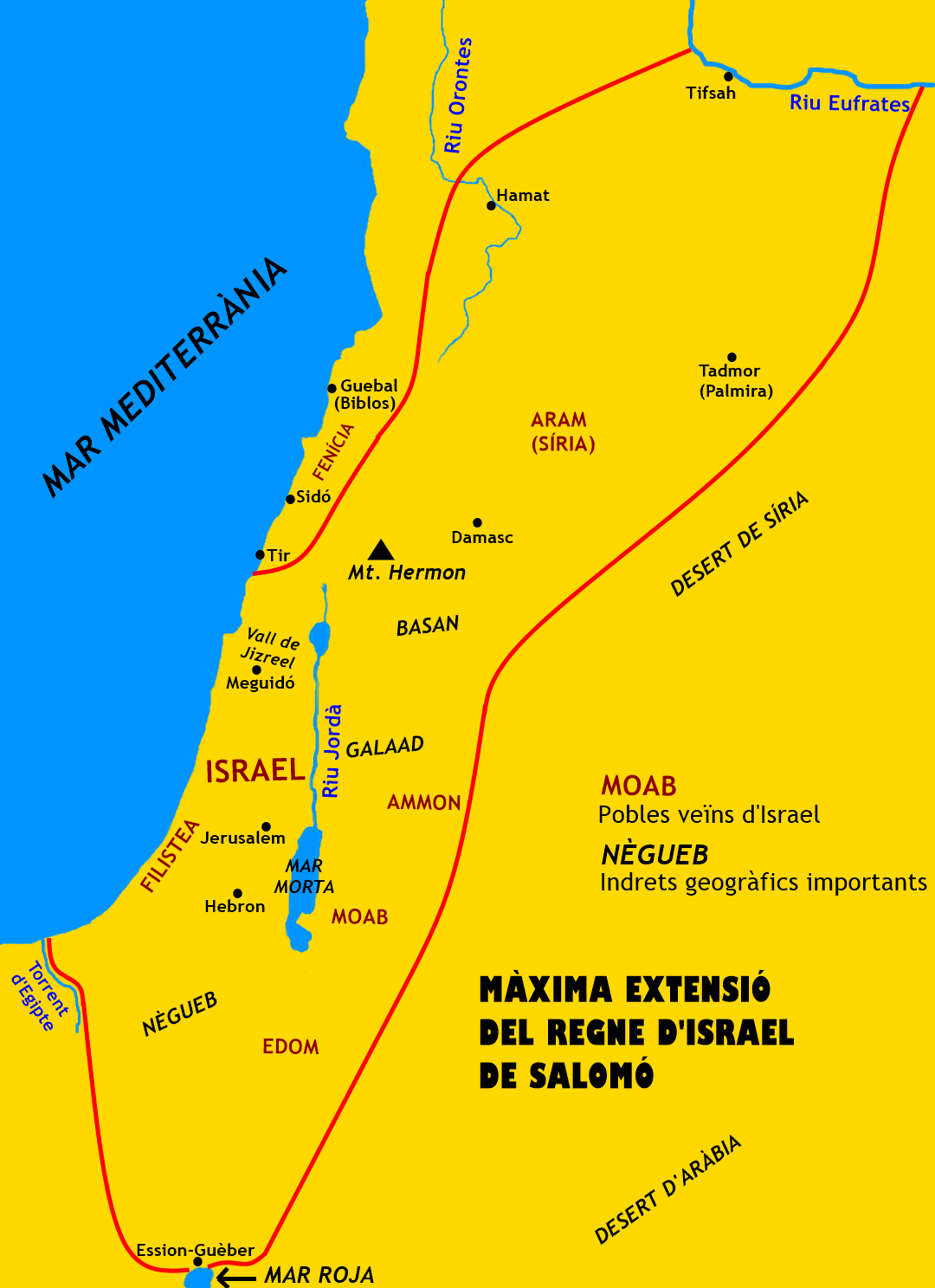
Màxima extensió del Regne d'Israel en l'època del rei Salomó

### La Gran Jerusalem
Però la seva gran obra va ser a Jerusalem: va ordenar la construcció d'un magnífic temple per al poble d'Israel on es guardaria l'Arca de l'Aliança, un gran palau reial i va manar aixecar un clos emmurallat al voltant de tota la ciutat. Jerusalem va esdevenir una gran ciutat, centre de poder i riquesa i capital del regne d'Israel.

### La riquesa de Salomó
Segons la Bíblia, El pes de l'’or que cada any arribava al rei Salomó era de sis-cents seixanta-sis talents, sense comptar els tributs dels mercaders, els negociants, tots els reis nòmades i els governadors del país.
El seu palau era fastuós i es va fer construir un tron d'ivori recobert d'or, estava al capdamunt de sis escales on hi havia col·locats dotze lleons drets. Totes les copes del palau reial eren d'or, un metall preciós molt valorat en aquell temps. Va reunir un exèrcit format per mil quatre-cents carros i dotze mil genets. Tots els reis i representants reials del Pròxim Orient volien entrevistar-se amb ell i quan aconseguien audiència li portaven tot de presents a base de metalls preciosos, mones, ivori o espècies.

### El judici de Salomó
Home just i de gran bondat va resoldre casos complicats que li eren presentats pels seus súbdits. És el més famós el de les dues dones que pretenien ser la mare d'un mateix fill. Aquest passatge de la Bíblia (1Re 3, 16-28) relata el fet que dues dones discutien davant Salomó pel nen que era viu, després que una de les criatures morí mentre dormien. "Jo i aquesta altra dona vivim a la mateixa casa. Jo vaig tenir un fill quan ella també era a casa i, al cap de tres dies, aquesta dona també en va tenir un. Vivim juntes, sense ningú més a casa que nosaltres dues. Una nit, el fill d'aquesta dona va morir (...) Aleshores, en plena nit, ella es va llevar i, mentre la teva serventa dormia, va prendre el fill que jo tenia al meu costat i se'l va posar a la vora, i va deixar al meu costat el seu fill mort. Quan a la matinada vaig llevar-me per donar mamar al meu fill, el vaig trobar mort. Però, en fer-se de dia, m'hi vaig fixar bé i em vaig adonar que no era el fill que jo havia tingut" (...).
Llavors Salomó va dir: "Partiu pel mig el nen viu i doneu-ne la meitat a l'una i la meitat a l'altra!", però la mare veritable va respondre al rei: "No, Senyor meu! Doneu-li viva la criatura, no la mateu". Aleshores Salomó es va adonar que la veritable mare era la que va negar-se que el rei matés la criatura.
Aquest judici es va escoltar a tot el país d'Israel, i el poble va reconèixer la saviesa divina que Salomó tenia per fer justícia.

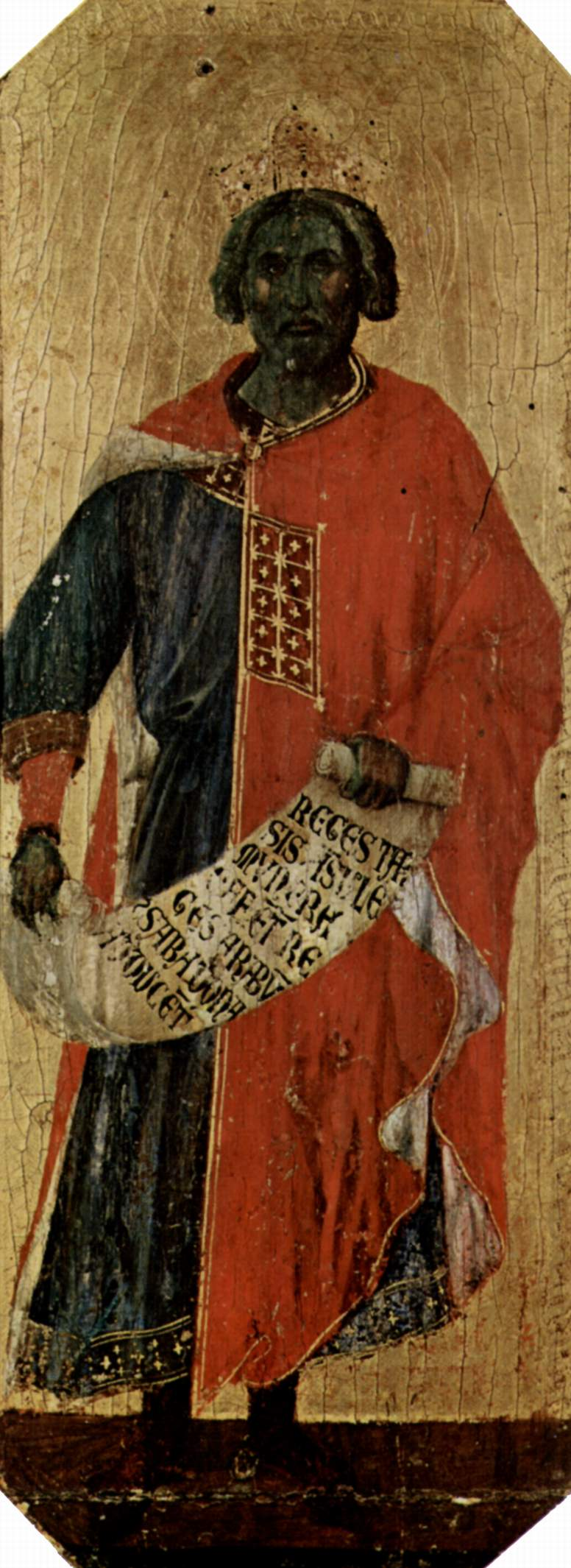
El rei Salomó, representat per Duccio di Buoninsegna (Siena, retaule de la catedral, 1308-1311
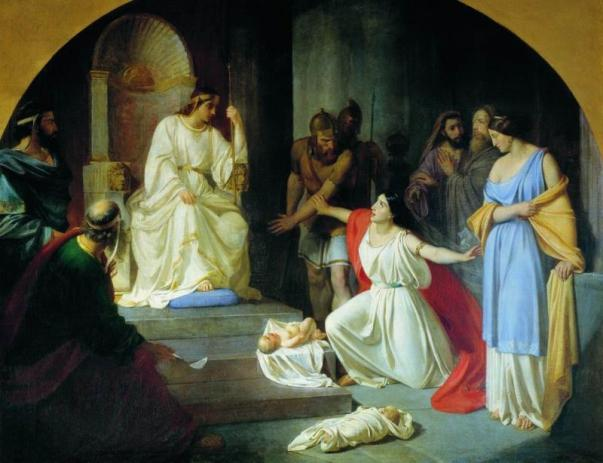
Judici de Salomó, per Nikolaj Ge, s. XIX
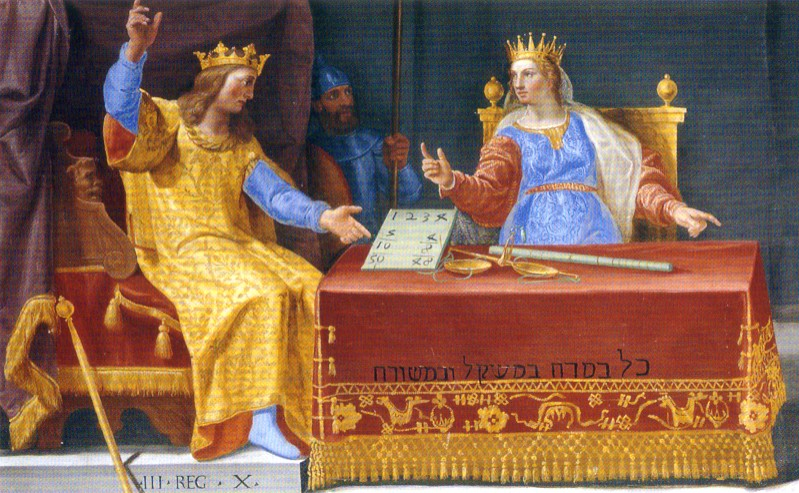
Salomó i la reina de Saba, per Pellegrino Tibaldi, ca. 1580 (Biblioteca d'El Escorial)
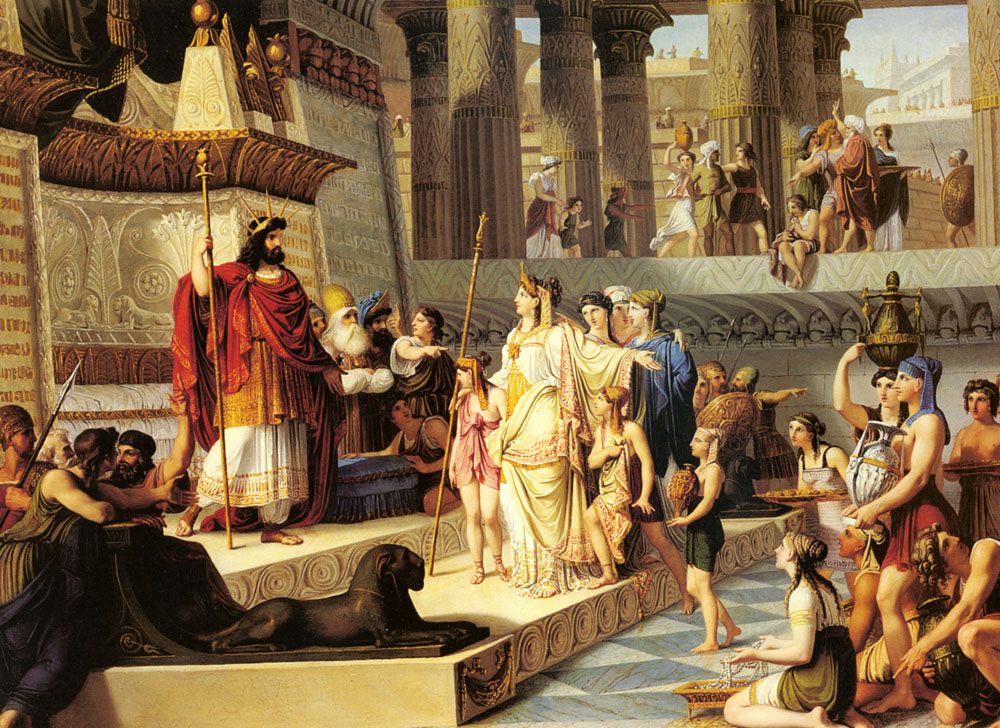
Salomó rep la reina de Saba, per Giovanni Demin, s. XIX
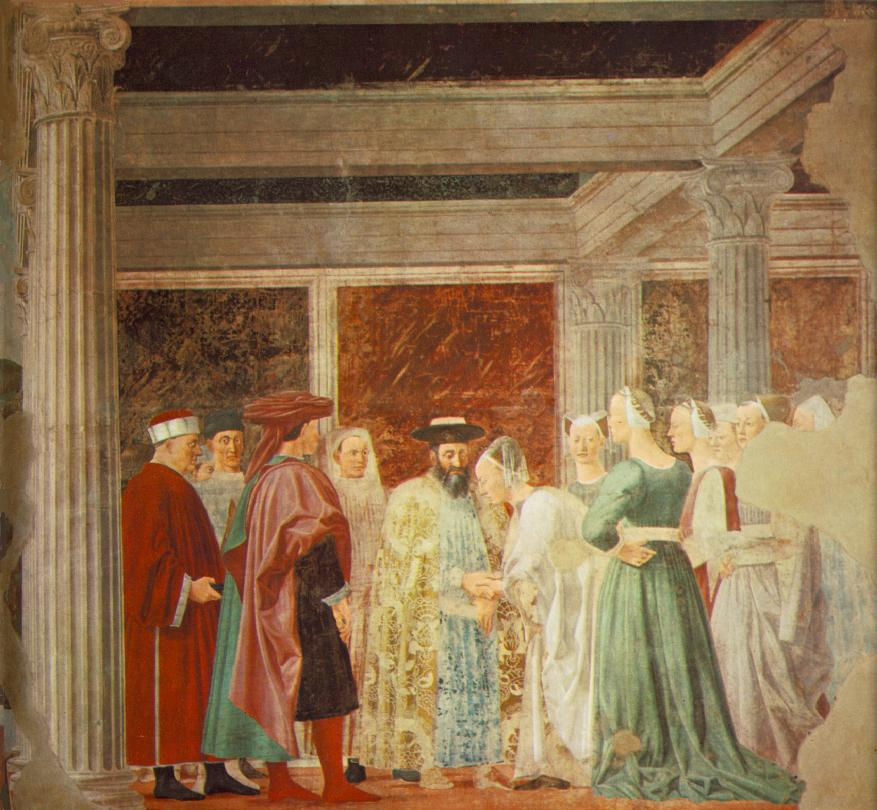
Salomó rep la reina de Saba, per Piero della Francesca, ca. 1452 (Arezzo, San Francesco)
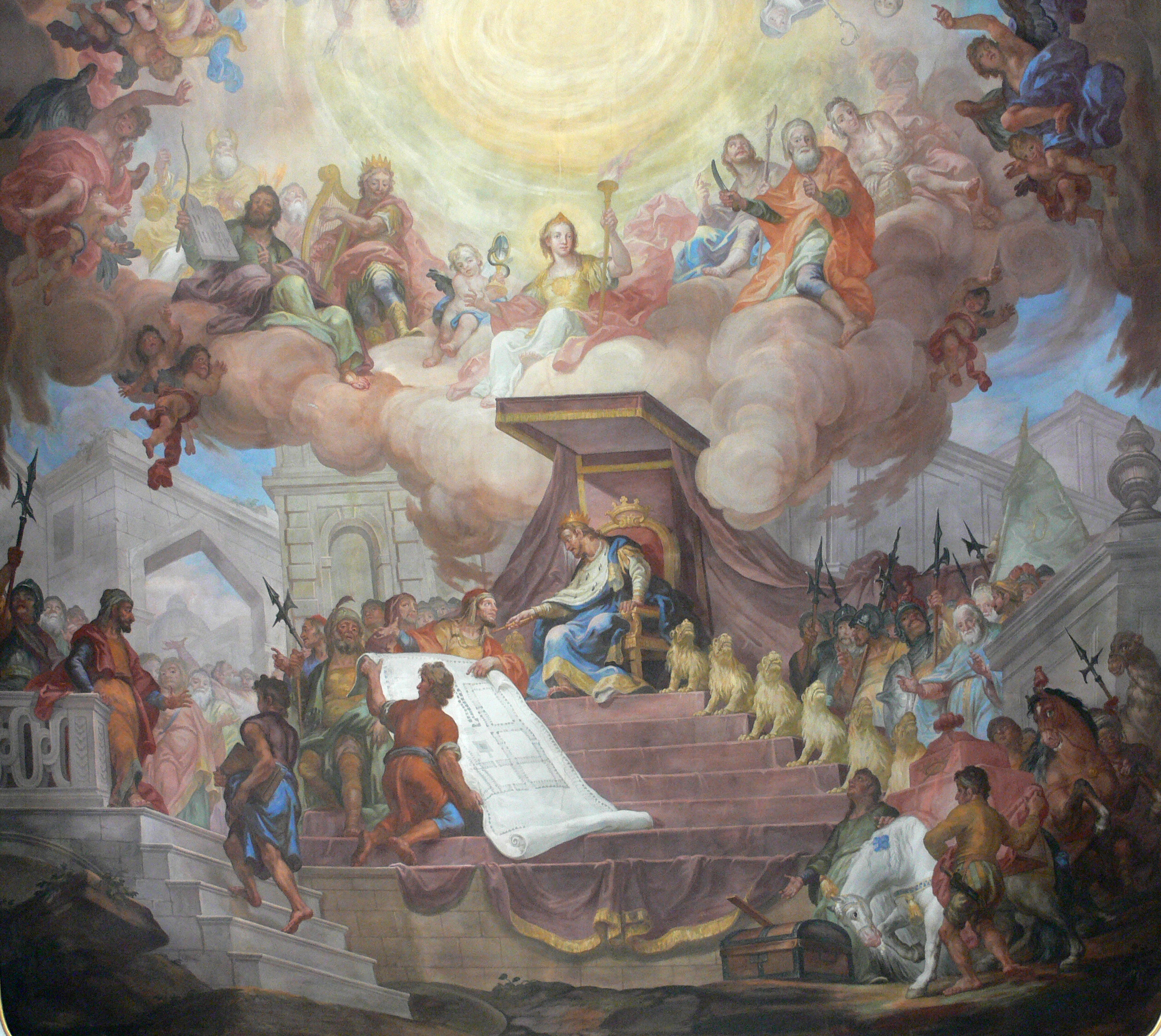
Fresco d'Andreas Brugger, 1777, amb Salomó mirant els plànols del temple (Bad Wurzach, San Verena)

### Salomó i la Reina de Sabà
Un passatge d'aquest llibre dels reis que ha tingut prou ressò és la visita que va rebre de la reina de Sabà. Una dona enigmàtica que va voler seduir-lo amb les seves riqueses: espècies aromàtiques, or i pedres precioses. Es va presentar a Salomó i li va fer totes les preguntes que li venien al pensament i aquest va respondre totes i cadascuna de les qüestions que li va anar presentant. No hi hagué res que desconegués i no pogués resoldre (1Re 10, 1-13).

## Mort de Salomó i divisió del regne
Quan el rei ja era vell es va veure influït per les nombroses dones i concubines que tenia al palau reial i va començar a edificar temples a déus estrangers: a Astarte deessa dels sidonis, a Milcom i Moloc ídols dels ammonites, a Quemoix, déu de Moab, i a altres déus de les seves esposes estrangeres.
Veient la feblesa del rei, van començar les conspiracions; Hadad l'edomita i Rezon de Sobà van alçar-se contra Salomó però foren vençuts. Jeroboam, general de l'exèrcit israelita es va rebel·lar contra el rei. Salomó va intentar matar-lo, però Jeroboam es va alçar i va fugir cap a Egipte, prop del faraó Xixac (identificat amb Shoshenq I que va regnar del 943 aC fins al 922 aC), i s'hi va quedar fins a la mort de Salomó.
Salomó va regnar durant quaranta anys, i a la seva mort fou sepultat amb el seu pare David i el seu fill gran Roboam fou coronat nou rei a Jerusalem.
Roboam va viatjar a Siquem on tot el poble d'Israel havia de proclamar-lo rei però, un cop allà, les tribus del nord van negar-se a reconèixer-lo com a rei si no alleugeria la càrrega fiscal que els havia imposat Salomó. Roboam es negà a les exigències i es produí un cisme:
- Les tribus de Judà i Benjamí van continuar donant suport a Roboam, fill de Salomó, com a rei de Judà.
- La resta de tribus d'Israel va proclamar Jeroboam com a nou rei del Regne del Nord d'Israel.

## Núpcies i descendents
La Bíblia conta que Salomó va tenir set-centes esposes i en nombra a algunes:
- Una filla del faraó d'Egipte (probablement Psusenes II, últim faraó de la Dinastia XXI), amb aquest casament va rebre prestigi internacional.
- Es casà amb l'ammonita Naamah, amb qui va tenir Roboam, que succeiria el seu pare com a rei.

Tingué prop de 300 concubines (israelites, moabites, ammonites, edomites, sidònies i hitites, de les quals la més estimada va ser Abra), algunes de les quals infantaren a diversos fills:
- Basmat, casada amb Ahimaas, administrador reial de tribu de Neftalí
- Tafat, casada amb Ben Abinadab, administrador reial de la regió alta de Dor